# Al-Mustarshid
al-Mustarshid bi-llah (in arabo المسترشد بالله‎?; Baghdad, aprile/maggio 1092 – Baghdad, 29 agosto 1135) è stato un califfo arabo della dinastia abbaside dal 1118 al 1135.
Successore del padre al-Mustazhir come 29º Califfo abbaside, Abū Manṣūr al-Faḍl al-Mustarshid bi-llāh (che il padre aveva avuto da una sua schiava di nome Lubāba), guadagnò insperati spazi di autonomia nel governo di ciò che restava del Califfato dei suoi avi grazie al fatto che il suo vero signore, il Sultano selgiuchide Mahmud II, era impegnato in operazioni militari più a Oriente.
Nel 1123 un comandante arabo dei Banū Mazyād - Dubays ibn Ṣadaqa di Ḥilla - tentò di trarre vantaggio dal momentaneo vuoto di potere venutosi a creare e, dopo aver razziato Bosra (Siria), attaccò Baghdad assieme a un fratello più giovane del Sultano, ponendo provocatoriamente il suo accampamento davanti al Palazzo califfale.

Il califfo chiese aiuto al Sultano selgiuchide, che inviò un suo esercito al comando del turco Zengi, che riuscì ad allontanare la minaccia. 
Fu dopo questo evento che al-Mustarshid spedì nel 1122/3 lo shiḥna di Baghdad Aq Sunqur al-Bursuqi a completare l'opera nella stessa città di Dubays b. Ṣadaqa, mettendolo in condizione di non nuocere più.
Nel 1125 fu il turno di al-Mustarshid di ribellarsi al potere di Mahmud II. Inviò infatti un corpo armato a prendere possesso di Wasit (Iraq) ma esso fu sgominato presso Baghdad e lo stesso Califfo finì recluso nel suo stesso palazzo (1126). 
Furono tuttavia sconfitti da un esercito selgiuchide
Alla morte del Sultano Maḥmūd II, una guerra civile esplose nei territori selgiuchidi occidentali. Zengi fu richiamato a Oriente da alcuni membri del casato selgiuchide che si erano rivoltati contro l'erede di Maḥmūd II, sostenuti dal Califfo e da Dubays. Zengi fu sconfitto e prese la fuga e il Califfo lo tallonò fino a Mosul, assediandolo per tre mesi ma senza successo. L'avvenimento costituì nondimeno una pietra miliare per un certo qual recupero del potere militare califfale.
Zengi riprese allora le sue operazioni in Siria e nel 1134 pose sotto assedio Damasco, ma fu costretto a desistere, anche per il valore mostrato dai nemici, accedendo alla richiesta del Califfo (di cui era comunque suddito, sia pur formale), tanto da farlo ricordare nella khuṭba della preghiera di mezzogiorno nelle moschee da lui controllate. Richiamato ancora dai disordini riesplosi a Oriente, il generale turco non fu in grado di fare granché contro i Crociati, anche dopo la morte di al-Mustarshid.
Non troppo tempo dopo l'assedio di Damasco, al-Mustarshid lanciò un'operazione militare contro il Sultano Masʿūd, che aveva ottenuto il titolo a Baghdad nel gennaio del 1133 dallo stesso Califfo.

Gli eserciti rivali si scontrarono presso Hamadan. Qui il Califfo, abbandonato dalle sue truppe, fu preso prigioniero ma graziato dietro la promessa che non avrebbe più lasciato il suo Palazzo a Baghdad. Lasciato nella sua tenda reale, tuttavia, in assenza del Sultano, fu trovato assassinato, si pensa da sicari appartenenti all'Ordine nizarita degli Assassini (al-Hashīshiyyūn), ostili sia a lui sia al Sultano, in quanto sunniti. Alcuni storici contemporanei hanno ipotizzato che l'accaduto fosse avvenuto per istigazione di Masʿūd, malgrado questa ipotesi non sia stata avvalorata da grandi storici quali Ibn al-Athir e Ibn al-Jawzi.
A lui succedette suo figlio al-Rāshid.